# Ilhota Atlético Clube
O Ilhota Atlético Clube é um time brasileiro de futebol da cidade de Vera Cruz, no estado da Bahia.

## Títulos
Copa da Bahia: 2008

### Campanhas de Destaque
- 2° Lugar: Copa da Bahia: 2006
- 4° Lugar: Copa da Bahia: 2007